# Jacques Beauchey
Jacques Louis Robert Beauché, dit Jacques Beauchey, est un acteur français principalement actif dans le doublage, né le 16 juin 1920 à Paris 6e et dont on perd la trace en 1978.

## Un état civil confus
Il est admis que « Jacques Beauchey » est le pseudonyme de Jacques B(e)auché. Toutefois, en raison d'une coïncidence à sa naissance, les informations le concernant ont pu porter à confusion. En effet, le 16 juin 1920 naissent dans le  6e arrondissement de Paris deux homonymes, Jacques Beauché (d'abord déclaré Jacques Beauchet) et Jacques Bauché. De plus, leurs déclarations de naissance sont enregistrées à la suite l'une de l'autre (actes n°2002 et 2003).
- Jacques Louis Robert Beauché est le fils d'Augustine Joséphine Marie Beauché. Il s'est marié et a divorcé trois fois (avec Mesdames Violette Brettar, Janine Durand et Gisèle Renard). Rien n'indique qu'il soit mort.
- Jacques Julien Jean Bauché est le fils de Julien et Jeanne Bauché. Il s'est marié en 1940 avec Madame Jacqueline Vilain. Il est mort le 13 novembre 1978 à Clichy[2].

Les deux personnes sont régulièrement confondues. Le fait que ce dernier meurt en 1978, l'année même où l'on perd la trace de Jacques Beauchey laisse à penser que ce pourrait être lui. Pourtant, d'autres éléments, comme la plus grand proximité entre le pseudonyme et le nom de famille, laissent imaginer qu'il s'agit du premier.
Toutefois l'acte de mariage de Violette Brettar et Jacques Beauché indique que ce dernier est « artiste dramatique ». L'acte de mariage de Jacqueline Vilain et Jacques Bauché, lui, indique que ce dernier est « mécanicien artilleur ». Ainsi, on peut affirmer que  Jacques Beauchey est Jacques Louis Robert Beauché, et que ce n'est pas lui qui est mort le 13 novembre 1978 à Clichy.

### Carrière
Du milieu des années 1940 et à la fin des années 1970 et de manière plus particulièrement intensive dans les décennies 1950 et 1960, Jacques Beauchey a assuré un grand nombre de doublage français pour des films américains, mais aussi italiens ou allemands. Il a notamment été une des voix françaises d'Henry Fonda (à quatre reprises dont Guerre et Paix en 1956), de Paul Newman (également à quatre reprises dont L'Arnaqueur en 1961), de Christopher Lee, de Rock Hudson et de Lee Van Cleef (à 2 reprises chacun). Il a également doublé ponctuellement d'autres grands acteurs anglophones comme Robert Taylor (dans Le Bourreau du Nevada), Peter Cushing (dans Le Chien des Baskerville) ou Ronald Reagan (dans Le Bagarreur du Tennessee). Il est aussi, pour la version française, la voix du personnage principal du Voleur de bicyclette de Vittorio De Sica. Dans le domaine du cinéma d'animation, il prête aussi sa voix à la serrure de porte qui converse avec Alice dans le dessin animé des Studios Disney de 1951 ainsi qu'au narrateur et à un personnage de pirate dans Peter Pan des mêmes studios Disney.
Il a également été directeur du Théâtre Sud-Est de Villeneuve-Saint-Georges.

### Vie privée
Il a également vécu dans les années 70 avec Marcelle Lajeunesse.

## Théâtre
- 1962 : Jeanne d'Arc de Charles Péguy, mise en scène de Robert Marcy, Théâtre de l'Alliance française, Paris[7]
- 1969 : Faisons un rêve de Sacha Guitry, mise en scène de Henry Murray, Palais de Savoie, Aix-les-Bains[8]
- 1976-1977 : Le Contrôleur des wagons-lits d'Alexandre Bisson, Casino Club, Nice[9]

## Doublage
Note : Les années font référence à la première sortie mondiale des films concernés. Elles ne donnent aucune indication sur l'année durant laquelle le film est sorti en France ou sur l'année d'enregistrement du doublage français.

### Cinéma

#### Films
- Henry Fonda dans :
  - Guerre et Paix (1956) : Pierre Bezoukhov
  - Du sang dans le désert (1957) : Morg Hickman
  - Que le meilleur l'emporte (1964) : William Russell
  - Première Victoire (1965) : l'amiral Chester Nimitz

- Paul Newman dans :
  - Les Feux de l'été (1958) : Ben Quick
  - La Brune brûlante (1958) : Harry Bannerman
  - L'Arnaqueur (1961) : Eddie Felson, dit Eddie Vite-fait
  - Détective privé (1966) : Lew Harper

- Jeff Chandler dans :
  - La Flèche brisée (1950) : Cochise
  - L'Oiseau de paradis (1951) : Tenga
  - Au mépris des lois (1952) : Cochise

- Franco Fantasia dans :
  - Hercule contre les Fils du soleil (1964) : le roi Ata Walpa
  - Le Dollar troué (1965) : le shérif George Anderson
  - Le Salaire de la haine (1968) : le shérif

- Stephen Bekassy[10] dans :
  - La Chanson du souvenir (1945) : Franz Liszt
  - Dix de la légion (1951) : le lieutenant Kruger

- Louis Jourdan dans :
  - Le Procès Paradine (1947) : André Latour
  - Madame Bovary (1949) : Rodolphe Boulanger

- Ron Randell dans :
  - Les Amours de Carmen (1948) : Andrès
  - Le Scandale Costello (1957) : Frank Wenzel

- Herbert Lom dans :
  - Les Forbans de la nuit (1950) : Kristo
  - La Rose noire (1950) : Anthemus

- Alexander Scourby dans :
  - L'Affaire de Trinidad (1952) : Max Fabian
  - Règlement de comptes (1953) : Mike Lagana

- Lee Van Cleef dans :
  - Le Conquérant (1956) : Chepei
  - Bravados (1958) : Alfonso Parral

- Heinz Drache dans :
  - L'Espion de la dernière chance (1956) : Jim Newman
  - Du suif dans l'Orient-Express (1965) : Pierre Gilbert

- Carleton Young dans :
  - Les Ailes de l'espérance (1957) : le major Harrison
  - Tout commença par un baiser (1959) : Mc Vey

- Christopher Lee dans :
  - La Malédiction des pharaons (1959) : Kharis, la Momie
  - Les Pirates du diable (1964) : le capitaine Robeles

- Peter Cushing dans :
  - Le Chien des Baskerville (1959) : Sherlock Holmes
  - Le Vampire a soif (1968) : l'inspecteur Quennell

- Rock Hudson dans :
  - El Perdido (1961) : Dana Stribling
  - Le Sport favori de l'homme (1964) : Roger Willoughby

- Piero Lulli dans :
  - Le Triomphe d'Hercule (1964) : Eurysthée
  - La Fureur des gladiateurs (1964) : Cleandro

- Richard Conte dans :
  - Sentence de mort (1968) : Diaz
  - Le Boss (1973) : Don Corrasco

- 1940[11] : La Maison des sept péchés : Dr Martin (Albert Dekker)
- 1941[11] : L'amour vient en dansant : le juge de paix (Frank Ferguson)
- 1945 : La Chanson du souvenir : Franz Liszt (Stephen Bekassy)
- 1946 : La vie est belle : Ernest (Frank Faylen)
- 1948 : Le Voleur de bicyclette : Antonio Ricci (Lamberto Maggiorani)
- 1948 : Ciel rouge : Jacques (Robert Preston)
- 1948 : Jeanne d'Arc : Jean de Metz, compagnon de Jeanne (Richard Derr)
- 1948 : Far West 89 : Billy the Kid (Dean White)
- 1948 : La Cité de la peur : Mark Bristow (Raymond Burr)
- 1949 : Le Grand Passage : Humphrey Towne (Robert Barrat)
- 1949 : Le Maître du gang : George Pappas (James Whitmore)

- 1949 : Le Champion : le journaliste s'exprimant à la radio à la fin du combat (Don Brodie)
- 1949 : Nous avons gagné ce soir : Luther Hawkins (James Edwards)
- 1950 : Rio Grande : le capitaine St. Jacques (Peter Ortiz)
- 1950 : Comment l'esprit vient aux femmes : Sanborn (Grandon Rhodes)
- 1950 : C'étaient des hommes : Angel (Arthur Jurado)
- 1951 : L'Ange des maudits : le rancher de la patrouille (Stanley Blystone)
- 1951 : David et Bethsabée : Urie le Hittite (Kieron Moore)
- 1951 : Les Diables de Guadalcanal : Shorty Vegay (Maurice Jara)
- 1951 : Le Cavalier de la mort : Fay Dutcher (Richard Rober)
- 1951 : Trois Troupiers : le sergent Murphy (Dan O'Herlihy)
- 1951 : La Bagarre de Santa Fe : Clint Canfield (John Archer)
- 1951 : Une veine de... : Robert « Bob » Pulsifer Jr. (Don McGuire)
- 1951 : Le Voyage fantastique : le cpiatine Samuelson (Niall MacGinnis)
- 1951 : Plus fort que la loi : Jesse James (Lawrence Tierney)
- 1952 : Le train sifflera trois fois : Jim Pierce (Robert J. Wilke)
- 1952 : L'Énigme du Chicago Express : Walter Brown (Charles McGraw)
- 1952 : Capitaine sans loi : Edward Winslow (Lowell Gilmore)
- 1952 : La Revanche d'Ali Baba : le général Abu Amdar (Paul Henreid)
- 1952 : Le Paradis des mauvais garçons : Vincent Halloran (Brad Dexter)
- 1952 : Les Indomptables : Buster Burgess (Walter Coy)
- 1952 : Le Prisonnier de Zenda : De Gautet (Peter Mamakos)
- 1952 : Le Roi pirate : le roi Stephan (Whitfield Connor)
- 1952 : La Peur du scalp : Frank Crawford (Reed Hadley)
- 1952 : Ivanhoé : un moine autrichien (Carl Jaffe)
- 1952 : À feu et à sang : l'inspecteur (Chuck Hamilton)
- 1952 : La Captive aux yeux clairs : Chouquette (Robert Hunter)
- 1953 : Stalag 17 : Price (Peter Graves)
- 1953 : La Belle Espionne : Joseph Fouché (Jacques Brunius)
- 1953 : Bataille sans merci : Frank Slayton (Philip Carey)
- 1953 : À l'assaut du Fort Clark : Capitaine Roger G. Corwin (Jim Bannon)
- 1953 : La Rose et l'Épée : le Duc de Buckingham (Michael Gough)
- 1953 : Double Filature : Bernard Pendleton (Alan Dexter)
- 1953 : Les Frontières de la vie : le narrateur (Michael Fox), l'annonceur TV (Roy Engel) et la voix du répartiteur de la Police[Qui ?]
- 1953 : Le Marchand de Venise : l'ami d'Antonio (Franco Balducci)
- 1954 : Ulysse : un prétendant (Alberto Lupo)
- 1954 : Les Bolides de l'enfer : Duke Benson (Don Taylor)
- 1954 : Le Signe du païen : Sangiban (Pat Hogan)
- 1954 : Les Aventures de Robinson Crusoé : Capitaine Oberzo (Felipe de Alba)
- 1954 : L'Homme au million : l'assistant principal du tailleur (Andrew Faulds)
- 1954 : Le Beau Brummel : William Pitt (Paul Rogers)
- 1954 : Le Tigre de Malaisie : Tremal-Naik (Lex Barker)
- 1954 : Une balle vous attend : le shérif Munson (Stephen McNally)
- 1954 : Les Proscrits du Colorado : Dude Rankin (Bob Steele)
- 1954 : L'Appel de l'or : Sylvester (Pascual García Peña)
- 1955 : Les Contrebandiers de Moonfleet : le magistrat Maskew (John Hoyt)
- 1955 : Le Procès : Sam Wiltse (Whit Bissell)
- 1955 : Le Bagarreur du Tennessee : Cowpoke (Ronald Reagan)
- 1955 : Le Brave et la Belle : Miguel (Eduardo Noriega)
- 1955 : Quand le clairon sonnera : Ben Evans (Jim Davis)
- 1955 : Les Pièges de la passion : Fred Taylor (Peter Leeds)
- 1956 : Au sud de Mombasa : Eliot Hastings (Ron Randell)
- 1956 : Le Temps de la colère : le colonel Cousins (Robert Keith)
- 1956 : La Loi du Seigneur : le major Harvey (Theodore Newton)
- 1956 : Liane la sauvageonne : Kersten (Edward Tierney)
- 1956 : À vingt-trois pas du mystère : Pilling (Martin Benson)
- 1956 : Ce soir les souris dansent : Rogelio Martial (Manuel Monroy)
- 1956 : Le Bébé et le Cuirassé : Joe (Michael Howard)
- 1956 : Roland, prince vaillant : Guillaume le Paladin (Lamberto Antinori)
- 1957 : Le Pont de la rivière Kwaï : le commandant Clipton (James Donald)
- 1957 : Règlements de comptes à OK Corral : Paul Thorpe (DeForest Kelley)
- 1957 : Le Survivant des monts lointains : Jeff Kurth (Hugh Beaumont) (1er doublage)
- 1957 : La Femme modèle : Larry (Richard Deacon)
- 1957 : Terreur dans la vallée : Gunn (Arch Johnson)
- 1957 : Sayonara : l'aumônier (Carlo Fiori)
- 1957 : Les Amours d'Omar Khayyam : Prieur Jayhan (Edward Platt)
- 1957 : Rendez-vous avec une ombre : Vince de Paul (Philip Van Zandt)
- 1958 : Sueurs froides : Gavin Elster (Tom Helmore)
- 1958 : Cow-boy : Doc Bender (Brian Donlevy)
- 1958 : Le Salaire de la violence : le shérif Harry Brill (Robert F. Simon)
- 1958 : L'Auberge du sixième bonheur : Hok-A (Michael David)
- 1958 : Le Pirate de l'épervier noir : Riccardo dit l'« Épervier noir » (Gérard Landry)
- 1958 : L'Ennemi silencieux : le lieutenant Bailey (Terence Longdon)
- 1958 : Je veux vivre ! : Emmett Perkins (Philip Coolidge)
- 1958 : Duel dans la Sierra : Brad Ellison (Jock Mahoney)
- 1959 : Le Journal d'Anne Frank : Kraler (Douglas Spencer)
- 1959 : Le Bourreau du Nevada : Mackenzie Bovard (Robert Taylor)
- 1959 : Opération Jupons : le prophète (George Dunn)
- 1959 : Fais ta prière... Tom Dooley : le lieutenant (John Cliff)
- 1959 : Les 39 Marches : l'inspecteur Brown (Michael Goodliffe)
- 1959 : La Mort aux trousses[12]
- 1959 : Le Maître de forges : le duc Gaston de Bligny (Dario Michaelis)

- 1960 : Les Sept Chemins du couchant : le lieutenant Herly (Kenneth Tobey)
- 1960 : Le Serment de Robin des Bois : Lord Melton (Oliver Reed)
- 1960 : Salammbô : Narr Havas (Edmund Purdom)
- 1960 : Les Évadés de la nuit : Dot. Costanzi (Enrico Maria Salerno)
- 1960 : Constantin le Grand : le magistrat Apollius (Vittorio Sanipoli)
- 1960 : Le Bal des adieux : Sigismond Thalberg (E. Erlandsen)
- 1960 : Esther et le Roi : le narrateur
- 1960 : Le Secret du Grand Canyon : Sam Houghton (Wendell Holmes)
- 1960 : Le Masque du démon : le pope (Antonio Pierfederici)
- 1960 : Les Combattants de la nuit : le sergent Crawley (Geoffrey Golden)
- 1960 : Meurtre sans faire-part : le lieutenant-détective (Paul Birch)
- 1960 : Le Géant de Thessalie : Argo (Alfredo Varelli)
- 1961 : Le Voleur de Bagdad : Karim (Steve Reeves)
- 1961 : Les Comancheros : Esteban (Richard Devon)
- 1961 : Les lauriers sont coupés : Frank O'Roark (Reedy Dalton)
- 1961 : Hold-up au quart de seconde : le juge d'instruction James Livingstone (Tom Duggan)
- 1961 : Les Cavaliers de l'enfer : Jones, un conseiller municipal (Don C. Harvey)
- 1961 : Ave Maria : Gerardo Esquivel (Gérard Tichy)
- 1962 : Les Fuyards du Zahrain : Johnson (James Mason)
- 1963 : Le Combat du capitaine Newman : le colonel Norval Algate Bliss (Eddie Albert)
- 1963 : Sémiramis, déesse de l'Orient : Shabli le dardanien (Piero Pastore)
- 1963 : Le Guépard[13]
- 1963 : Les Pirates du Mississippi : le capitaine du Van Buren[Qui ?]
- 1963 : Goliath et l'Hercule noir : Artafernes (Mimmo Palmara)
- 1963 : La Souris sur la Lune : le narrateur[Qui ?]
- 1964 : Pour une poignée de dollars : un membre du clan des Rodos écrasé par un tonneau (Fernando Sánchez Polack)
- 1964 : La Terreur des Kirghiz : Varos (Giulio Maculani)
- 1964 : Ne m'envoyez pas de fleurs : M. Akins (Paul Lynde)
- 1964 : Grand méchant loup appelle : Dr Bigrave (Alex Finlayson)
- 1965 : Les Yeux bandés : le général Prat (Jack Warden)
- 1965 : Un pistolet pour Ringo : le major Clyde (Antonio Casas)
- 1965 : Buffalo Bill, le héros du Far-West : Jack Monroe (Jan Hendriks)
- 1966 : Paris brûle-t-il ? : le général Edwin Sibert (Robert Stack)
- 1966 : Nevada Smith : le Père Zaccardi (Raf Vallone)
- 1966 : Quelques dollars pour Django : Amos Brownsberg (Alfonso Rojas)
- 1966 : Mes funérailles à Berlin : H.L. Ross (Guy Doleman)
- 1966 : Texas Adios : l'homme de main de McLeod (Lucio de Santis)
- 1966 : Objectif Hambourg, mission 083 : Owen (Mario Lanfranchi) et Zarik (Bruno Arié)
- 1966 : Trois Cavaliers pour Fort Yuma : le colonel nordiste (Andrea Bosic)
- 1966 : Arizona Colt : un citoyen se découvrant au passage du corbillard[Qui ?]
- 1966 : L'agent Gordon se déchaîne de Sergio Grieco : Kurt (Ángel Menéndez) et M. Lapipi (Enzo Andronico)
- 1966 : Jerry Land, chasseur d'espions : un militaire[Qui ?] et un détective à l'hôtel[Qui ?]
- 1967 : La Comtesse de Hong-Kong : Hudson (Patrick Cargill)
- 1967 : Trois pistolets contre César : le shérif[Qui ?]
- 1967 : Wanted : le juge Anderson (Carlo Hintermann)
- 1968 : Ciel de plomb : Samuel Pratt (Anthony M. Dawson)
- 1968 : La Planète des singes : Dr Maximus (Woodrow Parfrey)
- 1968 : Le Gang de l'oiseau d'or : le narrateur (Patrick Allen)

- 1970 : Appelez-moi Monsieur Tibbs : le journaliste interrogeant Sharpe (John Alvin)
- 1970 : Dans les replis de la chair : André (Alfredo Mayo)
- 1971 : L'Organisation : Zachary « Zack » Mills (John Lasell)
- 1972 : Viol en première page : un membre de la rédaction (Michel Bardinet) et un militant gauchiste à la conférence de presse (Gérard Boucaron)
- 1978 : La Grande Menace : le juge McKinley (Robert Flemyng) (1er doublage)

#### Films d'animation
- 1951 : Alice au pays des merveilles : la serrure de porte[14] (1er doublage)
- 1953 : Peter Pan : le narrateur[15] et le pirate borgne à gilet (1er doublage)

### Télévision
Séries télévisées
- 1957 : Zorro : le licenciado Pina (Than Wyenn)
- 1967-1988 : Au cœur du temps : le général Heywood Kirk (Whit Bissell)

Téléfilms
- 1977 : L'Appel de l'or (dialoguiste[16])

## Documents parlés
- La Belle au bois dormant / Le Cheval électronique, album vinyle, sur une musique de Jacques Lasry[17]
- Jean-Claude de Georges Giraud, album vinyle, sur une musique de Jacques Météhen et son orchestre[18]
- L'Oiseau de Feu de Muse D'Albray, album vinyle de 1956, Jacques Beauchey y interprète le Cheval mais indiqué avec erreur qu'il est interprété par Jean Beauchey
- Le Prince Achmed et la fée Morgiane, album vinyle en 2 volumes. Jacques Beauchey y interprète le Prince Achmed